# نهی توقیت
توقیت یا در اصطلاح تعیین زمان برای ظهور مهدی امام دوازدهم شیعیان از امور نهی شده در مذهب تشیع است. گرچه نشانه‌های مختلف برای آخرالزمان و ظهور نقل شده‌است اما بسیاری از روایات تعیین زمان برای ظهور امام زمان را نهی کرده‌اند.

از امام ششم شیعیان نقل شده‌است:
محمد! اگر کسی وقتی از جانب ما برای ظهور حضرت مهدی نقل کرد، از تکذیب کردن او نترس! چرا که ما برای احدی تعیین وقت نمی‌کنیم.

از امام هشتم شیعیان نیز نقل شده‌است: 
... واما «متی» فاخباره عن الوقت. فقد حدثنی ابی عن ابیه عن آبائه علیهم السلام ان النبی صلی الله علیه و آله قیل له یا رسول‌الله متی یخرج القائم من ذریتک؟ فقال علیه السلام: مثله مثل الساعة آلتی «لا یجلیها لوقتها الا هو ثقلت فی السماوات والارض لا تاتینکم الا بغتة» .... و اما اینکه چه زمانی [ظهور خواهد کرد،] این خبر دادن از وقت است. پدرم از پدرش و ایشان از پدرانش از رسول گرامی اسلام صلی الله علیه و آله نقل کرده‌اند که وقتی از آن حضرت پرسیده شد: ای رسول خدا! چه زمانی قائم از ذریه شما ظهور می‌کند؟ آن حضرت فرمود: مثل او مثل قیامت است که [خداوند درباره زمان وقوع آن چنین گفت]: هیچ‌کس جز او به هنگامش آن را آشکار نمی‌سازد. این امر بر [اهل] آسمانها و زمین دشوار است. جز به صورت ناگهانی به سراغ شما نمی‌آید.